# Geschichte der Juden in Slowenien

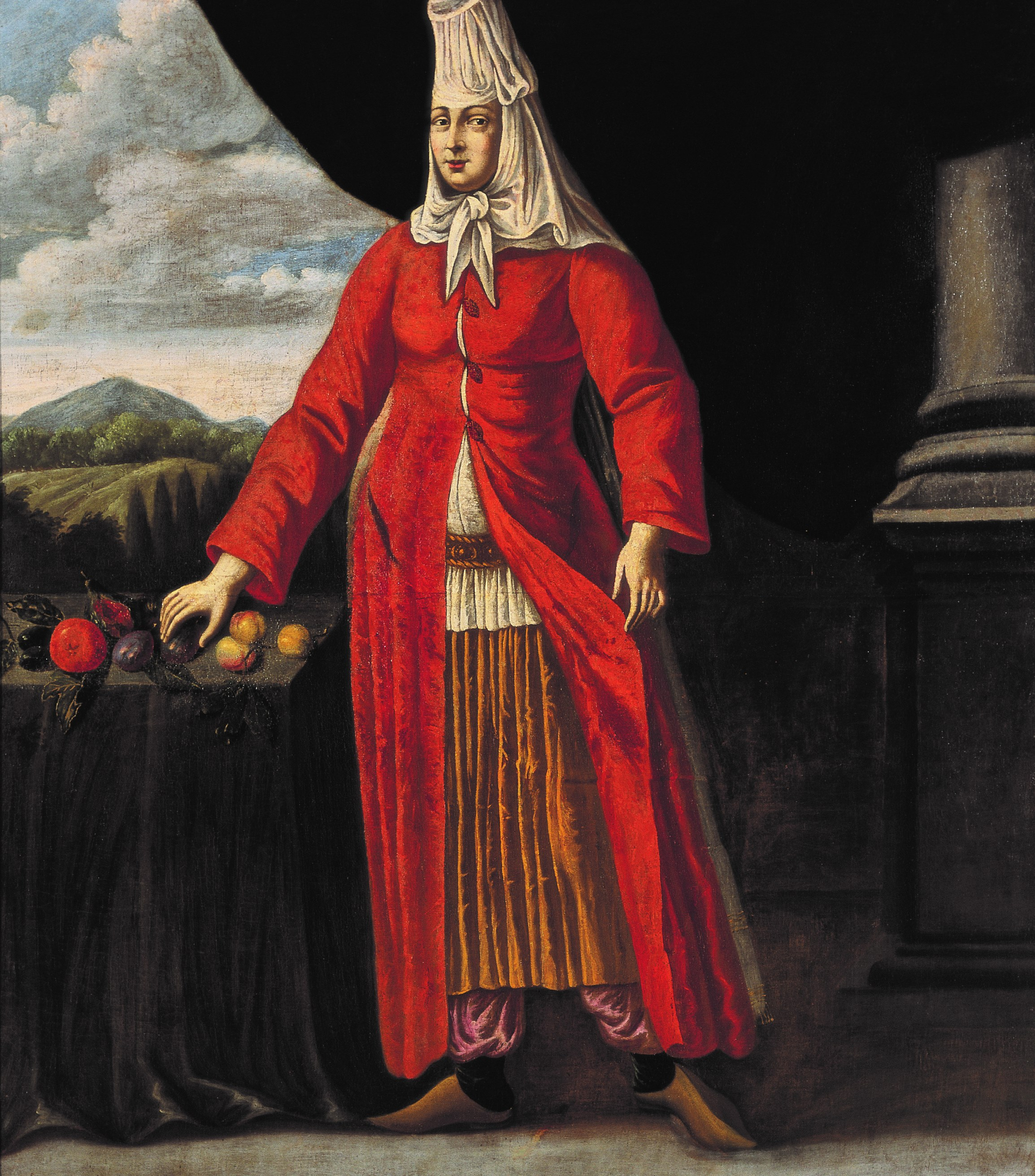
Gemälde einer jüdischen Frau, um 1682. Aus der Sammlung des Regionalen Museums Ptuj Ormož.

Die Geschichte der Juden in Slowenien reicht bis in die Zeit des Römischen Reiches zurück. Die heutige jüdische Gemeinde Sloweniens (slowenisch Judovska skupnost Slovenije) ist klein. Im Land leben heute zwischen 400 und 600 Juden. Offiziell in der jüdischen Gemeinde registriert sind etwa 130 Personen, die meisten davon in der Hauptstadt Ljubljana.

## Altertum
Die antike jüdische Gemeinschaft Sloweniens bestand bereits vor der slawischen Besiedlung der Ostalpen im 6. Jahrhundert n. Chr., als die slawischen Vorfahren der heutigen Slowenen in dem Gebiet siedelten. Die ersten Juden kamen in der Römerzeit in die Region. Archäologische Funde von Juden wurden in Maribor und im Dorf Škocjan im Unterkrain ausgegraben. In Škocjan wurde auf einem Friedhof eine eingravierte Menora gefunden, die aus dem 5. Jahrhundert n. Chr. stammt.

## Mittelalter

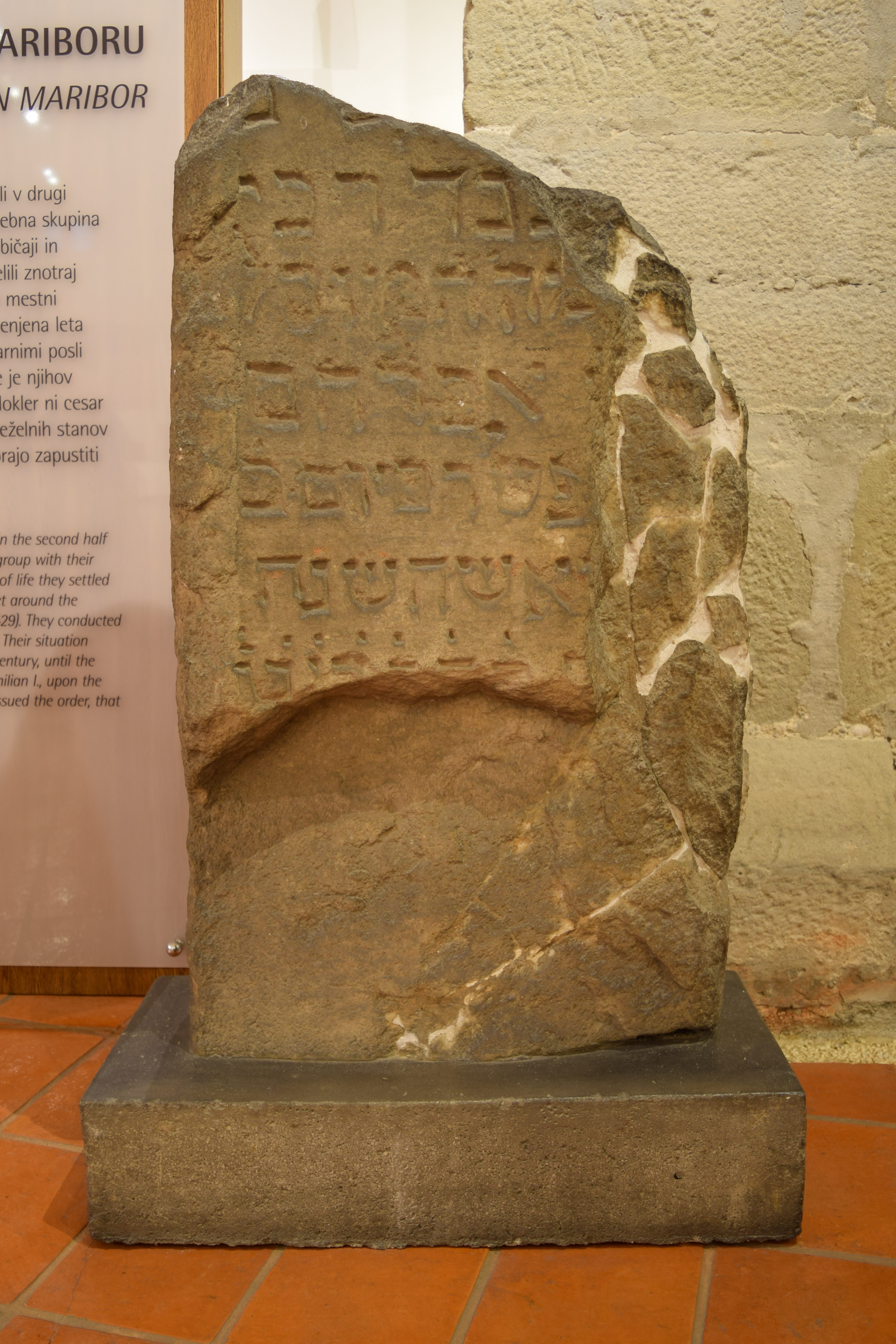
Grabstein des Rabbis Abraham (gestorben 1379) im Regionalmuseum Maribor

Im 12. Jahrhundert zogen Juden auf der Flucht vor der Armut in Italien und in Mitteleuropa in die slowenischen Gebiete. Obwohl sie gezwungen waren in Ghettos zu leben, gelangten viele von ihnen zu Wohlstand. Die Beziehungen zwischen den Juden und der lokalen christlichen Bevölkerung waren im Allgemeinen friedlich. In Maribor arbeiteten Juden erfolgreich als Bankiers, Weinbauern und Müller. In der Steiermark gab es mehrere „Judenhöfe“, die Streitigkeiten zwischen Juden und Christen schlichteten.
Die erste Synagoge in Ljubljana wurde im Jahr 1213 erwähnt. Mit einem Privilegium ausgestattet, konnten sich die Juden am linken Ufer des Flusses Ljubljanica niederlassen. Die Straßen Židovska ulica (Judenstraße) und Židovska steza (Judengasse), die sich heute in diesem Gebiet befinden, erinnern noch an diese Zeit.
Im Jahr 1397 wurden die jüdischen Ghettos in Bad Radkersburg und Ptuj von antijüdischen Angreifern in Brand gesteckt.
Bedeutendster Rabbiner des 15. Jahrhunderts war der in Maribor lebende Israel Isserlein, der mehrere Aufsätze über das mittelalterliche jüdische Leben in der Untersteiermark verfasst hat.

## Neuzeit

### Zugehörigkeit zur Habsburger Monarchie
Zu Beginn des 15. Jahrhunderts rief der Reichtum der Juden beim innerösterreichischen Adel und bei den Bürgern Ressentiments hervor: Viele weigerten sich, jüdischen Geldverleihern Geld zurückzuzahlen, und die örtlichen Kaufleute betrachteten die Juden als Konkurrenten. Der Antisemitismus der katholischen Kirche spielte ebenfalls eine wichtige Rolle bei der Schaffung von Feindseligkeiten gegen die Juden.
In den Jahren 1494 und 1495 boten die Landtage der Steiermark und Kärntens dem römisch-deutschen Kaiser Maximilian I. ein Kopfgeld für die Vertreibung der Juden aus beiden Ländern an. Maximilian I. ließ sich darauf ein und begründete die Ausweisung mit der Verunreinigung des christlichen Sakraments durch die Juden, der rituellen Tötung christlicher Kinder und dem Betrug an Schuldnern. Aus Maribor wurden die Juden im Jahr 1496 vertrieben, die Synagoge in Maribor wurde in eine Kirche umgewandelt. Aus Ljubljana erfolgte die Verbannung im Jahr 1515. Die Vertreibungen setzen sich bis zum Beginn des 18. Jahrhunderts fort.
Im Jahr 1709 erließ Kaiser Karl VI. ein Dekret, das den Juden die Rückkehr nach Innerösterreich erlaubte. Dennoch siedelten sich die Juden zu dieser Zeit fast ausschließlich in der Handelsstadt Triest und in geringerem Umfang in der Stadt Görz (Gorizia) an (beide gehören heute zu Italien). Das Dekret wurde 1817 von Franz II. aufgehoben, und erst mit der österreichischen Verfassung von 1867 erhielten die Juden das volle bürgerliche und politische Recht. Dennoch gab es in den slowenischen Ländern praktisch keine jüdische Bevölkerung, mit Ausnahme von Görz, Triest, der Region Prekmurje und einigen kleineren Städten im westlichen Teil der Grafschaft Görz und Gradisca (Gradisca, Cervignano), die überwiegend von einer friaulisch-sprachigen Bevölkerung bewohnt wurden.

Nach der Volkszählung von 1910 lebten auf dem Gebiet des heutigen Sloweniens, ohne die Region Prekmurje, nur 146 Juden. Dennoch nahm der Antisemitismus, wie auch in Österreich-Ungarn, ab Mitte des 19. Jahrhunderts auch in Slowenien zu. Er wurde von prominenten slowenischen katholischen Führern wie Bischof Anton Mahnič und Janez Evangelist Krek propagiert. Ersterer rief zum Krieg gegen das Judentum auf und letzterer versuchte, die Gläubigen davon zu überzeugen, dass die Juden die schädlichsten Einflüsse verbreiten.

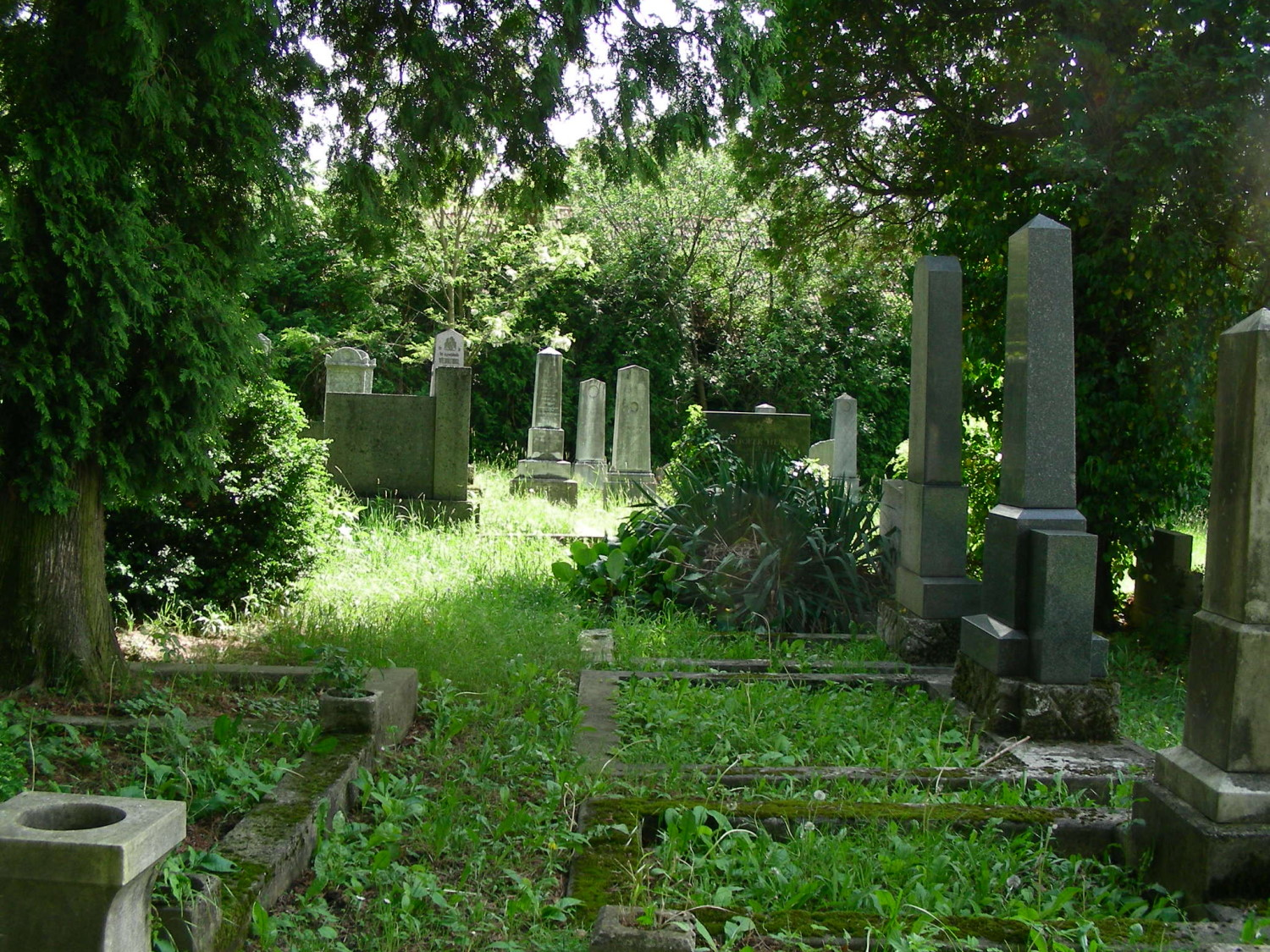
Jüdischer Friedhof in Lendava, in der ostslowenischen Region Prekmurje

### Zugehörigkeit zum Königreich Jugoslawien
Im Jahr 1918, während der chaotischen Übergangsphase zwischen Österreich-Ungarn und dem neuen Königreich der Serben, Kroaten und Slowenen, kam es in vielen Orten in der Region Prekmurje zu Ausschreitungen gegen Juden und Ungarn. Von der Front zurückkehrende Soldaten und Einheimische plünderten jüdische und ungarische Geschäfte. Am 4. November 1918 plünderten Einheimische in Beltinci jüdische Häuser und Geschäfte, folterten Juden und setzten die Synagoge in Brand. Nach dem Pogrom verschwand die einst mächtige orthodoxe jüdische Gemeinde von Beltinci, die Mitte des 19. Jahrhunderts 150 Mitglieder zählte. Die Synagoge von Beltinci wurde im Jahr 1937 durch die örtlichen Behörden abgerissen.
Der grassierende Antisemitismus war einer der Gründe, warum sich nur wenige Juden in der Region niederließen und der jüdische Bevölkerungsanteil insgesamt auf einem sehr niedrigen Niveau blieb. Aufgrund der geringen Anzahl an Juden in Slowenien schloss sich die slowenische jüdische Gemeinde 1919 der jüdischen Gemeinde in Zagreb an.
Nach der Volkszählung von 1931 lebten etwa 900 Juden in der Banschaft Drau, die meisten davon in der Region Prekmurje, das vor 1919 Teil des Königreichs Ungarn war. Aus diesem Grund wurde Murska Sobota Mitte der 1930er Jahre zum Sitz der Jüdischen Gemeinde Sloweniens. In dieser Zeit vergrößerte sich der jüdische Bevölkerungsanteil durch viele Einwanderer, die aus dem benachbarten Österreich und dem nationalsozialistischen Deutschland in das tolerantere Königreich Jugoslawien flohen.
Dennoch verbreiteten die römisch-katholische Kirche Sloweniens und die größte politische Partei, die Slowenische Volkspartei, in der Vorkriegszeit antisemitisches Gedankengut. Katholische Zeitungen bezeichneten Juden als „eine Katastrophe für unser Land“, Juden seien „Betrüger“ und „Verräter an Christus“. Die wichtigste slowenische katholische Tageszeitung Slovenec informierte einheimische Juden darüber, dass ihr „Weg aus Jugoslawien ... offen“ sei und dass wir aus Slowenien „solche Waren [d. h. Juden] ohne Entschädigung exportieren“. Als Innenminister in der jugoslawischen Regierung erklärte der führende slowenische Politiker und ehemalige katholische Priester Anton Korošec „alle Juden, Kommunisten und Freimaurer zu Verrätern, Verschwörern und Staatsfeinden“. 1940 führte Korošec zwei antisemitische Gesetze in Jugoslawien ein, um Juden aus der Lebensmittelindustrie zu verbannen und die Zahl der jüdischen Studenten an Gymnasien und Universitäten zu begrenzen. Die slowenischen Juden waren davon stark betroffen, wie Sharika Horvat in ihrer Erklärung bei der Shoah-Foundation feststellte: „Unter der Regierung Korošec fiel alles auseinander ...“.
Nach offiziellen jugoslawischen Angaben stieg die Zahl der selbsterklärten Juden (nach Religion, nicht nach Abstammung) im jugoslawischen Slowenien bis 1939 auf 1.533. In jenem Jahr gab es 288 erklärte Juden in Maribor, 273 in Ljubljana, 270 in Murska Sobota, 210 in Lendava und 66 in Celje. Die übrigen 400 Juden lebten im ganzen Land verstreut, ein Viertel von ihnen in der Region Prekmurje. Vor dem Zweiten Weltkrieg gab es in Slowenien zwei aktive Synagogen, eine in Murska Sobota und eine in Lendava. Die Gesamtzahl der Juden vor dem Einmarsch der Achsenmächte in Jugoslawien im April 1941 wird auf etwa 2.500 geschätzt, einschließlich getaufter Juden und Flüchtlinge aus Österreich und Deutschland.

### Zweiter Weltkrieg und Holocaust
Die bereits vor dem Zweiten Weltkrieg und der Shoah sehr kleine jüdische Gemeinde wurde durch die nationalsozialistische Besatzung zwischen 1941 und 1945 weiter reduziert. Die Juden im nördlichen und östlichen Slowenien (Untersteiermark, Oberkrain, Slovenska Koroška und Posavje), das dem Dritten Reich angeschlossen wurde, wurden bereits im späten Frühjahr 1941 in Konzentrationslager deportiert. In Ljubljana und in Niederkrain, das unter italienische Besatzung kam, waren die Juden bis September 1943, als der größte Teil des Gebiets von den deutschen Streitkräften besetzt wurde, relativ sicher. Ende 1943 wurden die meisten von ihnen in Konzentrationslager deportiert, doch einigen gelang die Flucht, vor allem in die vom Partisanenwiderstand befreiten Gebiete.
In Ljubljana konnten sich 32 Juden bis September 1944 verstecken. Dann wurden sie bei Razzien der mit Nazideutschland kollaborierenden Heimwehr Slovensko domobranstvo verraten und verhaftet und den Nazis übergeben, die sie nach Auschwitz schickten, wo die meisten von ihnen ermordet wurden. Die slowenische Heimwehr verstärkte den Antisemitismus, der in den katholischen Kreisen Sloweniens bereits in der Vorkriegszeit vorhanden war, und betrieb eine bösartige antisemitische Propaganda. So griff der Führer der slowenischen Heimwehr, Leon Rupnik, in fast allen seinen öffentlichen Reden die Juden an. 1944 schrieb die Zeitung der Heimwehr: „Das Judentum will die ganze Welt versklaven. Es kann sie versklaven, wenn es alle Völker auch wirtschaftlich vernichtet. Deshalb hat es die Nationen in den Krieg getrieben, damit sie sich selbst zerstören und die Juden davon profitieren. Der Kommunismus ist der treueste Vollstrecker der jüdischen Befehle, zusammen mit der liberalen Demokratie. Beide Ideen wurden von Juden für nicht-jüdische Völker geschaffen. Die slowenische Nation will .. das Judentum in die Knie zwingen, zusammen mit seinem moralischen Verfall und seiner Verarmung.“
Die Juden der Region Prekmurje, wo vor dem Zweiten Weltkrieg die Mehrheit des slowenischen Judentums lebte, erlitten das gleiche Schicksal wie die Juden Ungarns. Nach der deutschen Besetzung Ungarns wurde fast die gesamte jüdische Bevölkerung der Region Prekmurje nach Auschwitz deportiert. Nur sehr wenige überlebten.

Insgesamt schätzt man, dass von den 1.500 Juden in Slowenien im Jahr 1939 nur 200 überlebten, was bedeutet, dass 87 Prozent von den Nazis vernichtet wurden, eine der höchsten Raten in Europa. Einigen slowenischen Juden gelang es, sich zu retten, indem sie sich den Partisanen anschlossen. Anders als der polnische Widerstand, der keine Juden in seinen Reihen zuließ, nahmen die jugoslawischen Partisanen Juden auf. 3.254 Juden im ehemaligen Jugoslawien überlebten, indem sie sich den Partisanen anschlossen, mehr als ein Fünftel aller Überlebenden. Nach dem Krieg wurden zehn jüdische Partisanen zu jugoslawischen Nationalhelden ernannt. Für ihre Unterstützung der Juden während des Holocaust wurden fünfzehn Slowenen von Yad Vashem zu Gerechten unter dem Völkern erklärt.

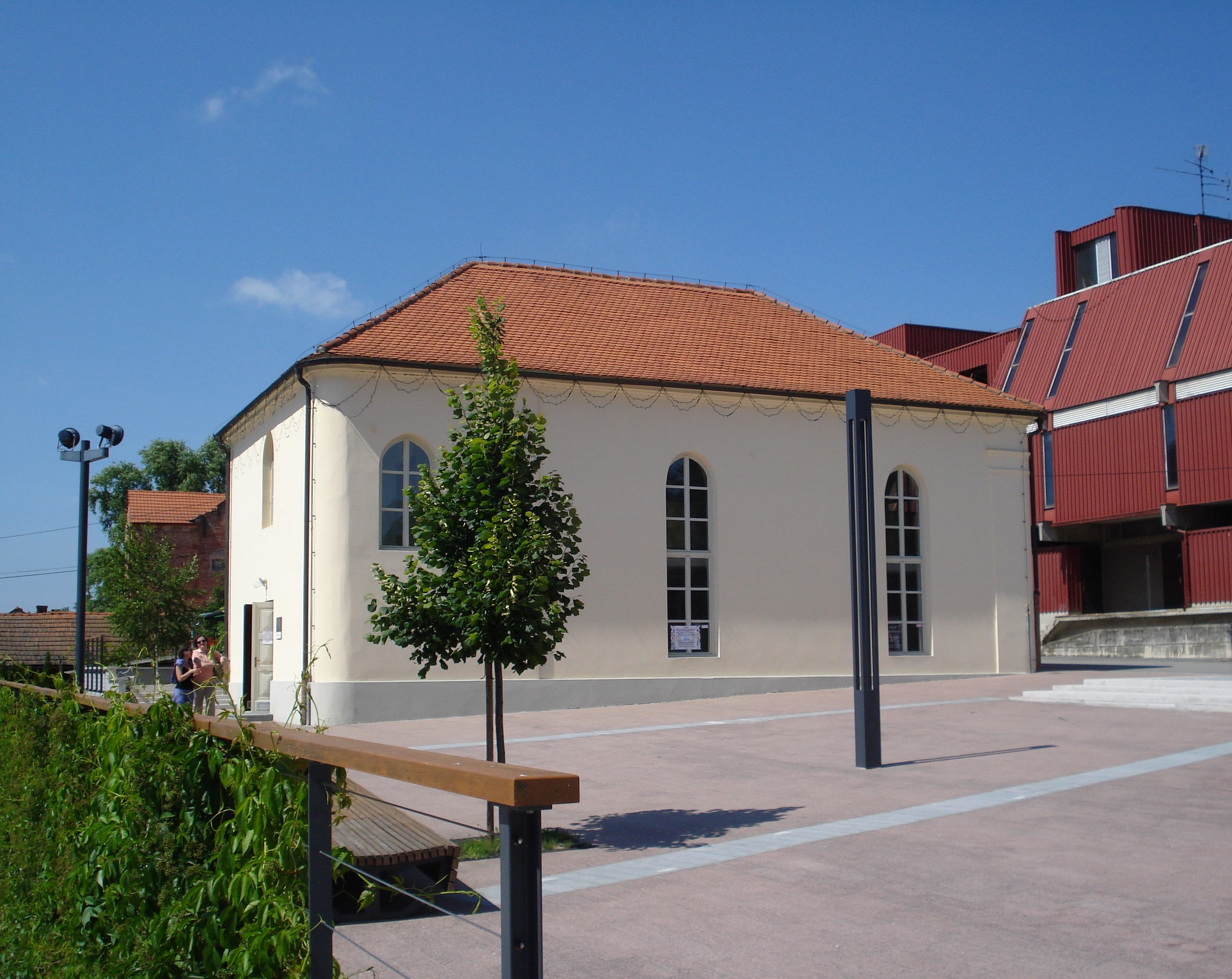
Ehemalige Synagoge von Lendava

### Zugehörigkeit zur Sozialistischen Föderativen Republik Jugoslawien
Während des Kommunismus in Jugoslawien zählte die jüdische Gemeinde in der Sozialistischen Republik Slowenien weniger als einhundert Mitglieder. Die Föderation der jüdischen Gemeinden wurde wiederbelebt, und nach der Gründung des Staates Israel (1948) ersuchte die Föderation die jugoslawischen Behörden um die Erlaubnis, die jüdische Auswanderung nach Israel zu organisieren, die sie auch erhielt. 8.000 jugoslawische Juden, darunter auch slowenische Juden, die alle ihren Besitz mitnehmen durften, reisten nach Israel aus.
1953 wurde die Synagoge von Muska Sobota, die einzige nach der Shoah verbliebene Synagoge von den lokalen kommunistischen Behörden abgerissen, um Platz für neue Wohnungen zu schaffen. Die wenigen jüdischen Überlebenden der Stadt hatten die Synagoge nicht instand halten können und sie deshalb 1949 an die Stadt verkauft.
In Ljubljana wurden jüdische Immobilien als „feindliches Eigentum“ vom städtischen Konfiszierungskomitee (slowenisch Mestna zaplembena komisija) beschlagnahmt und an die kommunistische Elite übergeben. Zu diesen Liegenschaften gehörten die Ebenspanger-Villa (genutzt von Boris Kidrič), die Mergenthaler-Villa (genutzt von der Geheimpolizei OZNA) und die Pollak-Villa (genutzt von Edvard Kocbek). Außerdem wurde die Moskovič-Villa unter fragwürdigen Umständen verkauft.
Die Jüdische Gemeinde von Ljubljana (slowenisch Judovska občina v Ljubljani) wurde nach dem Zweiten Weltkrieg offiziell reformiert. Ihr erster Präsident war Artur Kon, gefolgt von Aleksandar Švarc und 1988 von Roza Fertig-Švarc. Im Jahr 1969 zählte sie nur 84 Mitglieder, und ihre Mitgliederzahl ging aufgrund von Auswanderung und Alter zurück.
In den 1960er und 1970er Jahren kam es in der slowenischen Literatur zu einer Wiederbelebung jüdischer Themen, die fast ausschließlich von weiblichen Autoren behandelt wurden. Berta Bojetu war die bekannteste jüdische Autorin, die in slowenischer Sprache schrieb. Andere waren Miriam Steiner und Zlata Medic-Vokač.
Bei der letzten jugoslawischen Volkszählung im Jahr 1991 erklärten 199 Slowenen, dass sie der jüdischen Religion angehören.
Die „zarten Versuche einer Wiederbelebung jüdischen Lebens“ im sozialistischen Slowenien wurden brutal durch den Bürgerkrieg in Jugoslawien 1991 vernichtet. „Jüdische Sehenswürdigkeiten, Synagogen und Gedenkstätten wurden zerstört, jüdische Menschen flüchteten nach Italien.“

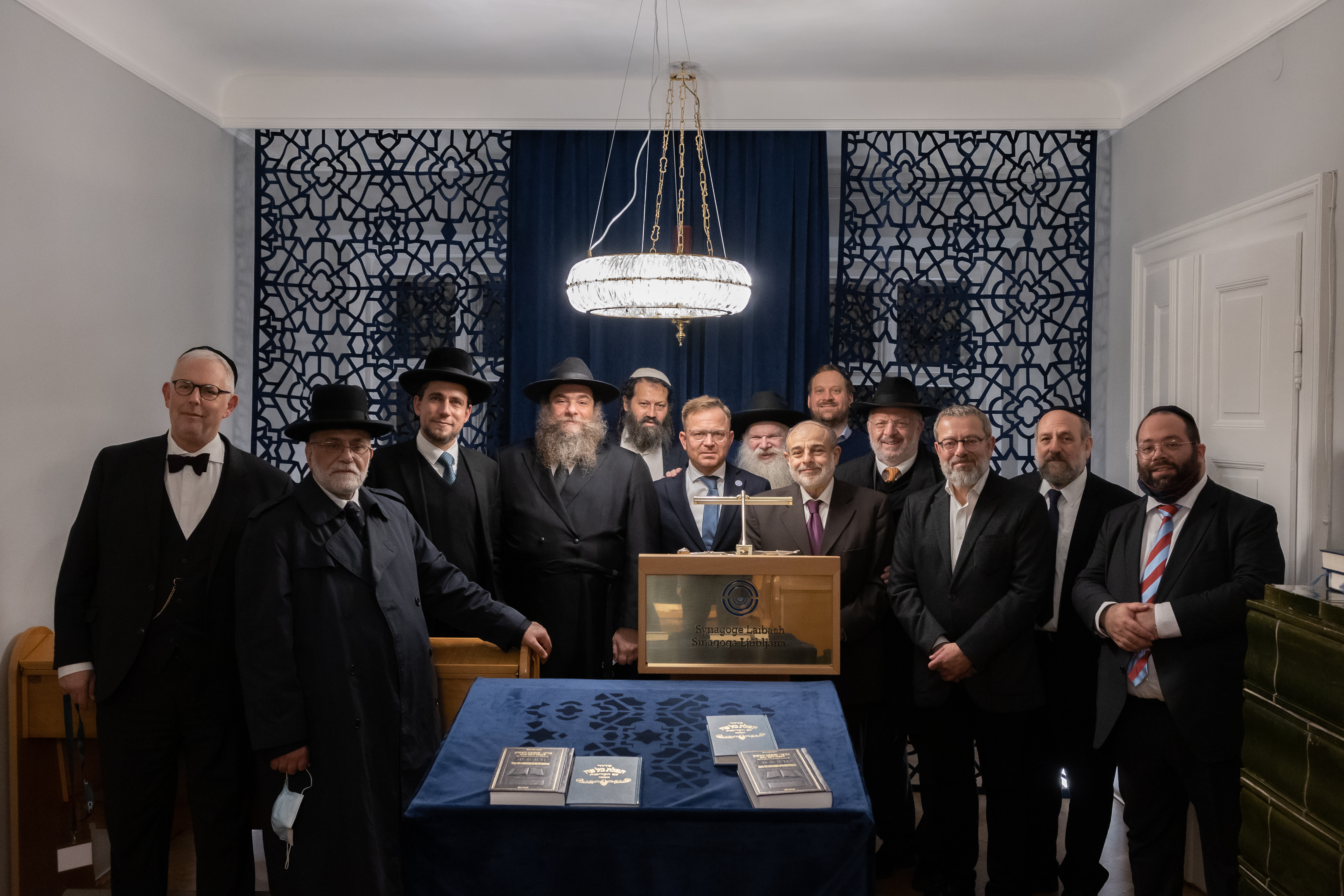
Hachnassat Sefer Thora (Einweihung der Torarolle) in der Synagoge Laibach

Synagoge Laibach

### Republik Slowenien
Nach Volksabstimmungen im Juni 1991 erklärte der jugoslawische Teilstaat Slowenien seine Unabhängigkeit. Der jüdische Bevölkerungsanteil in Slowenien beträgt heute schätzungsweise 400 bis 600 Personen, obwohl nur 130 Mitglieder der Jüdischen Gemeinde Sloweniens angehören. Die Gemeinde besteht aus Menschen aschkenasischer und sephardischer Abstammung. Die Mehrheit von ihnen lebt in der Hauptstadt Ljubljana.
Im Jahr 1999 wurde der erste Oberrabbiner für Slowenien seit 1941 ernannt. Davor wurden die religiösen Dienste mit Hilfe der jüdischen Gemeinde in Zagreb erbracht. Der derzeitige Oberrabbiner für Slowenien, Ariel Haddad, wohnt in Triest und ist Mitglied der lubawitscher chassidischen Schule. Der derzeitige Präsident der Jüdischen Gemeinde Sloweniens ist Boris Čerin-Levy.
Seit dem Jahr 2000 gibt es in Slowenien eine spürbare Wiederbelebung der jüdischen Kultur. Im Jahr 2003 wurde in Ljubljana wieder eine Synagoge eröffnet. Im Jahr 2008 wurde der Verein Isserlin gegründet, um das Erbe der jüdischen Kultur in Slowenien zu fördern. Der Verein hat mehrere öffentliche Veranstaltungen organisiert, die von den Medien positiv aufgenommen wurden, wie z. B. das öffentliche Anzünden der Chanukkia in Ljubljana im Jahr 2009.
Auch das Interesse der Öffentlichkeit am jüdischen historischen Erbe in Slowenien hat zugenommen. Im Jahr 2008 wurde der jüdische Friedhof in Rožna Dolina in der Nähe von Nova Gorica dank der Bemühungen der lokalen Politiker der Slowenischen Demokratischen Partei, des Drucks der benachbarten jüdischen Gemeinde von Gorizia und der US-amerikanischen Botschaft in Slowenien restauriert. Im Januar 2010 wurde in Murska Sobota das erste Denkmal für die Opfer der Shoah in Slowenien enthüllt.
Im Jahr 2021 wurde in Ljubljana die Synagoge Laibach eröffnet. Sie ist die erste Synagoge im Land, die nicht von der Stadtverwaltung, sondern direkt von der jüdischen Gemeinde verwaltet wird. Außerdem wurde in diesem Jahr der Verband der Jüdischen Gemeinden Graz und Laibach gegründet.
Gelegentlich kommt es in Slowenien immer noch zu antisemitischen Vorfällen, wie der Verunstaltung der Mariborer Synagoge mit dem Graffiti „Juden Raus“, und zu Holocaust-Leugnungen und antisemitischen Äußerungen.